# 花井伸夫
花井 伸夫（はない のぶお、1946年 - 2025年5月23日）は、ジャーナリスト、演芸・芸能・演劇評論家。元スポーツニッポン東京本社文化社会部編集委員。

## 人物
東京都出身。法政大学文学部卒業後スポーツニッポンに入社、文化社会部記者として芸能・文化関連の記事を多数執筆。スポニチ・毎日新聞に舞台・演芸評を執筆。演芸関係では雑誌「落語界」「落語」に多数執筆。芸能人や舞台人、演芸関係者との交友関係も幅広く、桂小益の桂文楽（9代目）襲名など多くの芸能関連のスクープ記事を報じている。
スポーツニッポン記者の肩書きでテレビ番組にも出演した。大衆芸能関連の審査員、委員なども歴任。落語会のプロデュースにも携わっている。東京太によると「漫才協会四天王（ナイツ、ホンキ―トンク、ロケット団、宮田陽・昇）」の命名者。
2025年5月23日死去。78歳没。訃報は、一般には5月29日のスポニチ後輩記者の佐藤雅昭のコラムで伝えられた。

## 著書
- はばたけ宝塚―愛と夢のフェアリーたち（1995年12月、立風書房）（協力）スポーツニッポン新聞東京本社/宝塚歌劇団
- はばたけ宝塚 輝ける瞬間（とき）（1996年、立風書房）
- はばたけ宝塚　百花繚乱！宙組香港夢舞台（1998年、立風書房）

## プロデュースした落語会
- てやん亭（世田谷パブリックシアター、1997年[5] - )
- かに寄席（可児市文化創造センターala[6]）

## 審査員・委員ほか
- 芸術選奨文部科学大臣賞・新人賞（大衆芸能部門）- 審査員
- 芸術文化振興基金運営委員会（伝統芸能・大衆芸能専門委員会）- 委員
- 浅草芸能大賞 - 審査員
- 漫才新人大賞 - 審査員
- 夢丸新江戸噺 - 審査員
- 日本司会芸能協会 - アドバイザー

ほか

## 出演
- 落語おもしろ亭（テレビ朝日） - 解説
- ザ・テレビ演芸（テレビ朝日） - 「激突!! 笑いのデスマッチ　無制限勝ち抜き戦」審査員[7]
- 昭和は輝いていた（BSテレ東）